# Suelle
Suelle est un village du Sénégal situé en Basse-Casamance. C'est le chef-lieu de la communauté rurale de Suelle, dans l'arrondissement de Sindian, le département de Bignona et la région de Ziguinchor.
Suelle possède une forêt classée.

## Histoire

### Population
Lors du dernier recensement (2002), Suelle comptait 1 494 habitants pour 208 ménages.